# Nyctiophylax tallawakanda
Nyctiophylax tallawakanda är en nattsländeart som beskrevs av Schmid 1958. Nyctiophylax tallawakanda ingår i släktet Nyctiophylax och familjen fångstnätnattsländor. Inga underarter finns listade i Catalogue of Life.